# Harrold (Dakota del Sud)
Harrold è un centro abitato (town) degli Stati Uniti d'America, situato nella Contea di Hughes nello Stato del Dakota del Sud. La popolazione era di 124 persone al censimento del 2010. Fa parte dell'area micropolitana di Pierre.

## Storia
Il primo insediamento ad Harrold fu creato nel 1881. Un ufficio postale chiamato Harold fu creato nel 1882, e gli fu cambiato nome in Harrold nel 1890. La città è stata chiamata così in onore di un funzionario delle ferrovie.

## Geografia fisica
Harrold è situata a 44°31′20″N 99°44′20″W (44.522198, -99.738878).
Secondo lo United States Census Bureau, ha un'area totale di 0,27 miglia quadrate (0,70 km²).

## Società

### Evoluzione demografica
Secondo il censimento del 2010, la popolazione media della città era di 49,8 anni. Il 19,4% di persone sotto i 18 anni; il 3,9% di persone dai 18 ai 24 anni; il 18,6% di persone dai 25 ai 44 anni; il 39,6% di persone dai 45 ai 64 anni; e il 18,5% pari a 65 anni o di più. Il numero di abitanti per genere della città era il 50,8% maschi e il 49,2% femmine.